# Paços do Concelho de Leiria

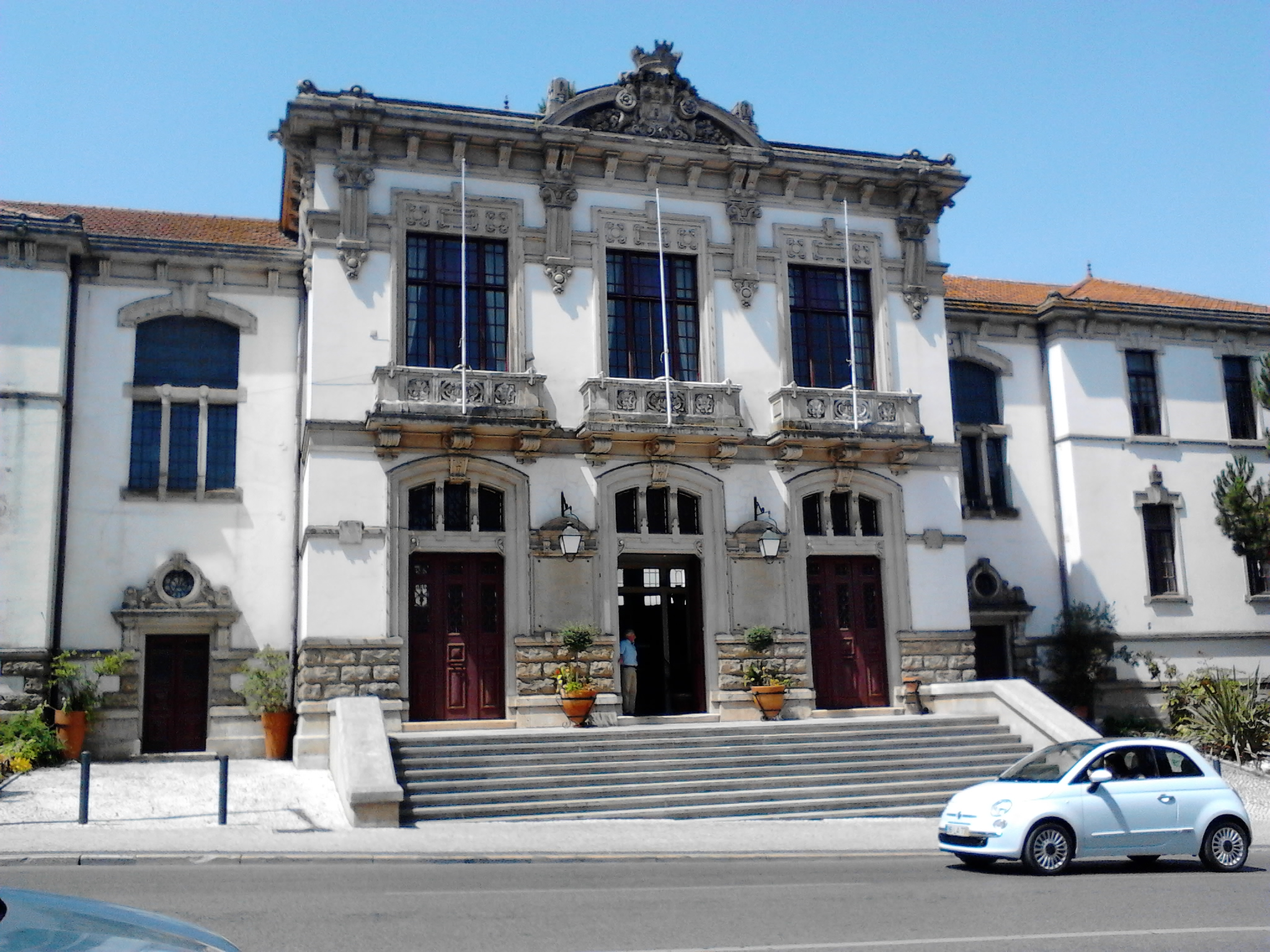
Paços do Concelho de Leiria

Os Paços do Concelho de Leiria localizam-se no Largo da República, Leiria, Portugal, num edifício projetado por Ernesto Korrodi.

## História e características
Os Paços já tiveram várias localizações ao longo de toda a cidade. A localização original foi onde era o Paço Episcopal e agora é a esquadra da PSP, numa altura em que a cidade se encontrava em expansão do castelo ao rio.
Assim que Leiria é elevada a sede de diocese, no século XVI, nesse local são construídos os ditos Paços Episcopais e os Paços do Concelho deslocam-se para a praça de São Martinho (hoje chamada de praça Rodrigues Lobo) juntamente com o pelourinho e a cadeia, uma vez que era o principal pólo de desenvolvimento da cidade.
Quando estas instalações se tornaram insuficientes, consideraram-se vários locais para a construção dos novos Paços, entre os quais a rua Mouzinho de Albuquerque.

Depois a Câmara Municipal, após considerar tambem a mudança para o convento de São Francisco, acabou por se instalar em terrenos da Portela, que na altura se situava fora da cidade. Foi projectada por Ernesto Korrodi, e construída em 1902 em estilo Arte Nova, característica do arquitecto. O novo edifício da Câmara Municipal foi inaugurado em 1903.